# Manny Machado
Manuel Arturo Machado (Miami, Florida, 6 de julio de 1992) es un beisbolista norteamericano que actualmente juega para los Padres de San Diego de las Grandes Ligas. Anteriormente jugó para los Baltimore Orioles, equipo con el que debutó en 2012, y con Los Angeles Dodgers. Se desempeña principalmente como tercera base.
Reclutado con frecuencia desde temprana edad , se crio en Miami , donde asistió a la preparatoria Brito y fue seleccionado por los Orioles de Baltimore con la tercera selección general del draft de la MLB de 2010. Bate y lanza con la mano derecha. Ha jugado para la selección nacional de béisbol de República Dominicana .
Machado hizo su debut en la Grandes Ligas de Béisbol en agosto de 2012. Machado tuvo su año de despegue en 2013, ganándose un lugar en el equipo All-Star de la Liga Americana (AL) en camino a liderar la liga en dobles con 51. También fue reconocido como uno de los mejores fildeadores en el juego, ganando un Guantes de Oro. 
Machado ganó su segundo Guantes de Oro en 2015 y fue al Juego de Estrellas en 2015, 2016, 2018, 2021 y 2022. Su destreza defensiva le ha valido frecuentes comparaciones con el ex tercera base de los Orioles y miembro del Salón de la Fama Brooks Robinson. En 2018, siendo agente libre inminente, Machado fue traspasado a Los Angeles Dodgers y ayudó al equipo a llegar a la Serie Mundial. Esa temporada baja, Machado firmó un contrato de 10 años por $300 millones con los Padres, el contrato más grande en la historia de los deportes norteamericanos en ese momento. Es el líder de jonrones de todos los tiempos de los Padres. 

## Carrera profesional

### Baltimore Orioles

#### 2012

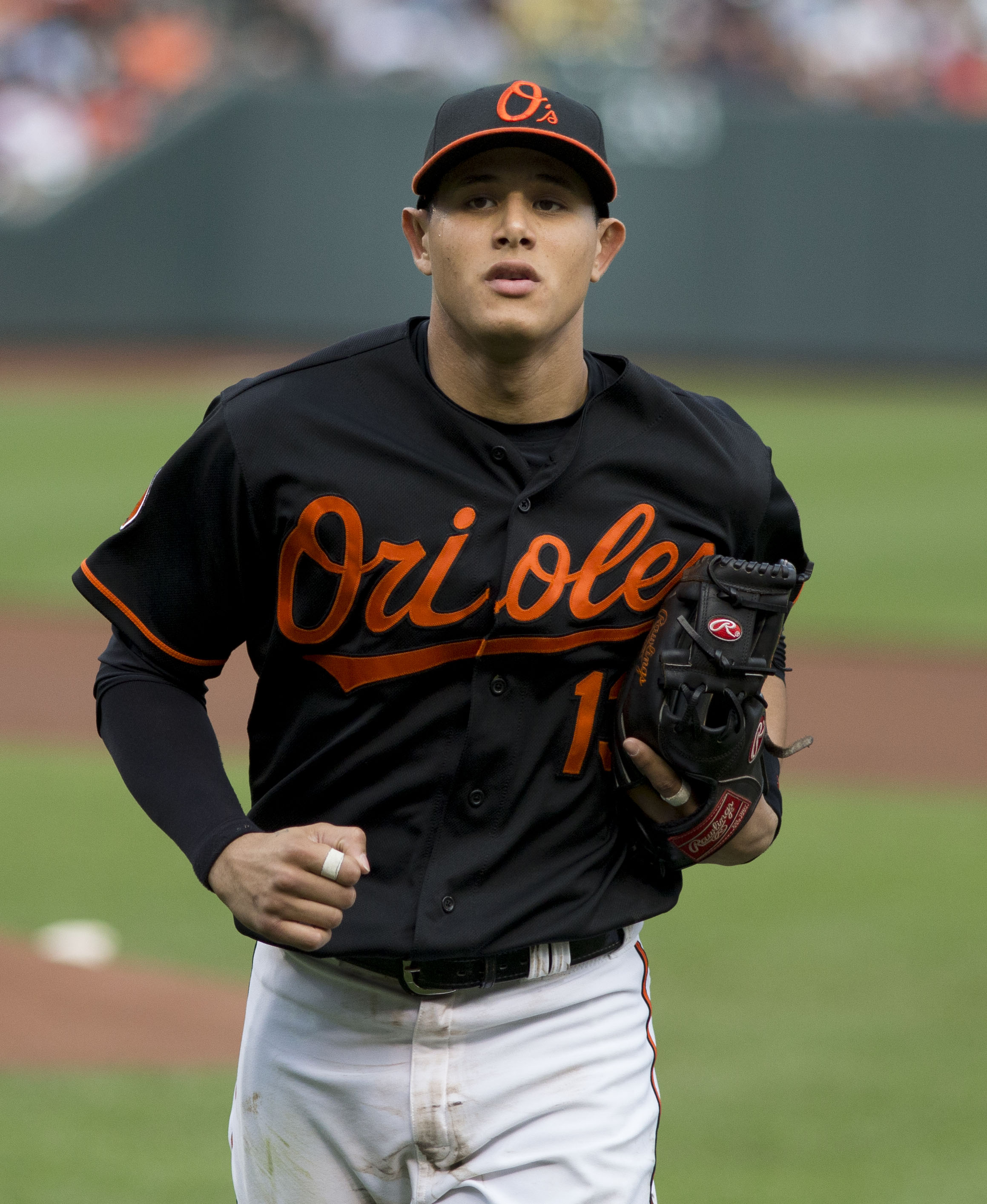
Machado con los Orioles.

Machado fue seleccionado en la primera ronda (tercera selección global) del draft de 2010 por los Orioles de Baltimore, y fue asignado al equipo Gulf Coast League Orioles de las ligas menores, siendo promovido el mismo año a los Aberdeen IronBirds de Clase A. En 2011, inició la temporada con los Delmarva Shorebirds, y luego de participar en el Juego de Estrellas de la Liga del Atlántico Sur, fue promovido a los Frederick Keys de Clase A avanzada.
El 9 de agosto de 2012, cuando jugaba con los Bowie Baysox de Clase AA, Machado fue promovido a Grandes Ligas por los Orioles. Al día siguiente, conectó los primeros dos jonrones de su carrera, convirtiéndose en el jugador más joven de los Orioles en conectar dos o más jonrones en un mismo juego. Finalizó su temporada como novato registrando promedio de bateo de .262 con ocho dobles, tres triples, 7 jonrones, 26 carreras impulsadas y dos bases robadas.

#### 2013
En 2013, registró un línea ofensiva de .310/.337/.470 con siete jonrones, 45 impulsadas y 39 dobles en la primera mitad de la temporada, por lo que fue convocado a su primer Juego de Estrellas. El 23 de septiembre de 2013, se lesionó la rodilla izquierda corriendo a la primera base, terminando su marca de 207 juegos disputados de forma consecutiva. Culminó la temporada con .283/.314/.432, 14 jonrones, 71 impulsadas y líder de la Liga Americana con 51 dobles y 667 turnos al bate. Además, lideró a todos los tercera base con .973 de porcentaje de fildeo, por lo que fue premiado con un Guante de Oro e incluso ganó el Guante de Platino como mejor jugador defensivo de la liga.
El 10 de octubre de 2013, se sometió a una cirugía reconstructiva en la rodilla lesionada, por lo que fue incluido en la lista de lesionados.

#### 2014
El 29 de abril de 2014, fue activado de la lista de lesionados luego de recuperarse de la cirugía. Sin embargo, el 11 de agosto  se lesionó la rodilla derecha en un turno al bate, por lo que 10 días después se anunció que se perdería el resto de la temporada, la cual finalizó con promedio de .278, 12 jonrones, 14 dobles y 32 impulsadas en apenas 82 encuentros.

#### 2015
En 2015, Machado inició la temporada con buen estado de salud, y para el 18 de junio igualó su marca personal con 14 jonrones en una temporada. Fue invitado al Juego de Estrellas, su segunda participación, y también fue seleccionado para competir en el derbi de Jonrones. El 1 de octubre, se convirtió en el séptimo jugador de los Orioles en registrar 20 jonrones y 20 bases robadas en una temporada.
Culminó el año como el único jugador en participar en los 162 juegos de la temporada, y registró promedio de .286 con 35 jonrones, 86 impulsadas y 20 bases robadas. Finalizó en cuarta posición de la votación al Jugador Más Valioso de la Liga Americana, y ganó su segundo Guante de Oro.

#### 2016
En 2016, Machado bateó para .318/.375/.569 con 19 jonrones y 53 impulsadas en la primera mitad de la temporada, por lo que fue convocado a su tercer Juego de Estrellas, primera ocasión como titular. Finalizó la temporada con una línea ofensiva de .294/.343/.533, y marcas personales con 37 jonrones y 96 impulsadas en un total de 157 juegos.

#### 2017
El 14 de enero de 2017, Machado y los Orioles evitaron el arbitraje salarial al acordar por $11.5 millones para la temporada 2017. Dicha temporada registró un promedio de bateo de .259 con 33 dobles, 33 jonrones, 95 impulsadas y nueve bases robadas. Ganó el premio de Jugador del Mes de la Liga Americana en agosto, donde registró promedio de .341 y un OPS (porcentaje de embasado más slugging) de 1.083 con 12 jonrones, 35 impulsadas y 23 anotadas. También fue finalista al Guante de Oro de la tercera base, perdiendo ante Evan Longoria de los Rays de Tampa Bay.

#### 2018
En 2018, Machado fue nombrado el campocorto titular de la Liga Americana para el Juego de Estrellas, luego de registrar promedio de .313 con 21 jonrones y 60 impulsadas durante la primera mitad de la temporada.

### Los Angeles Dodgers
El 18 de julio de 2018, Machado fue transferido a los Dodgers de Los Ángeles a cambio de Yusniel Díaz, Dean Kremer, Rylan Bannon, Breyvic Valera y Zach Pop. Utilizó el uniforme con el número 8 ya que el infielder Max Muncy estaba utilizando el número 13. Debutó con el equipo el 20 de julio contra los Cerveceros de Milwaukee, donde conectó dos sencillos y recibió dos bases por bolas. Registró el hit número 1.000 en su carrera el 9 de agosto, frente a Tyler Anderson de los Rockies de Colorado. En 66 juegos con los Dodgers, Machado terminó con un promedio de bateo de .273, 13 jonrones y 42 carreras impulsadas. En general, en 2018, combinando ambos equipos, Machado jugó 162 juegos con un promedio de .297, 35 dobles, 37 jonrones y 103 carreras impulsadas.
Después de derrotar a los Rockies 5-2 en un juego de desempate, los Dodgers aseguraron el título de la División Oeste de la Liga Nacional. Machado fue multado con una cantidad no revelada por la forma en que corrió a primera base en el Juego 4 de la Serie de Campeonato de la Liga Nacional contra los Cerveceros: tropezó el pie del primera base de los Cerveceros Jesús Aguilar con el suyo, lo que llevó a los bancos de ambos equipos a confrontarse. Machado fue el último out de la Serie Mundial de 2018, ponchándose contra Chris Sale para terminar el quinto juego. Apenas bateó para promedio de .182 durante la serie y no conectó extrabases. Posteriormente se convirtió en agente libre.

### San Diego Padres
EL 21 de febrero de 2019, Machado firmó un contrato de 10 años y $300 millones con los Padres de San Diego, el contrato más grande en la historia del deporte norteamericano, hasta que Bryce Harper firmó un contrato por 13 años y $330 millones días después.

#### 2019
En su primer año en San Diego, Machado bateó .256/.334/.462 con 32 jonrones y 85 carreras impulsadas y lideró las mayores con 24 batazos para dobles jugadas.

#### 2020
En 2020, el segundo año de Machado con los Padres, que se redujo a 60 juegos debido a la pandemia de COVID-19, bateó .304/.370/.580 y terminó tercero en la Liga Nacional con 16 jonrones y 47 carreras impulsadas. También lideró a todos los tercera base calificados con un porcentaje de fildeo de .987. Terminó tercero en la votación al Jugador Más Valioso de la Liga Nacional, detrás de Freddie Freeman y Mookie Betts.  ganó su primer Bate de Plata y fue nombrado al primer equipo All-MLB.

#### 2021
Machado fue nombrado al Juego de Estrellas de la MLB de 2021 tras la rotura del ligamento cruzado anterior (LCA) de Ronald Acuña Jr.  Machado terminó la temporada 2021 con un promedio de bateo de .278/.347/.489, con 28 jonrones y 106 carreras impulsadas. Lideró la Liga Nacional con 11 elevados de sacrificio.
Temporada 2021: Un año de reconocimiento y liderazgo
En la temporada 2021 de las Grandes Ligas de Béisbol, Machado consolidó su posición como uno de los jugadores más destacados de la Liga Nacional. Su desempeño sobresaliente le valió una convocatoria al Juego de Estrellas de la MLB de 2021, un reconocimiento que llegó tras la lesión de Ronald Acuña Jr., quien sufrió una rotura del ligamento cruzado anterior (LCA).
A lo largo de la temporada, Machado demostró su consistencia y poderío ofensivo, registrando un promedio de bateo de .278, un porcentaje de embasarse (OBP) de .347 y un slugging (SLG) de .489. Además conectó 28 home run y produjo 106 carreras, contribuyendo significativamente a la ofensiva de su equipo. Además, lideró la Liga Nacional en elevados de sacrificio, con un total de 11, lo que refleja su capacidad para impulsar carreras en situaciones clave.
Temporada 2022 : Excelencia ofensiva y 2do lugar en el MVP
La temporada 2022 de Machado en las Grandes Ligas de Béisbo fue un despliegue de su excepcional talento y consistencia. Con una línea ofensiva de .298/.366/.531, Machado demostró su capacidad para batear con poder y producir carreras de manera constante.
Machado conectó 32 jonrones y remolcó 102 carreras, consolidándose como uno de los bateadores más prolíficos de la  Liga Nacional. Sus números lo ubicaron entre los líderes de la liga en varias categorías clave, incluyendo el sexto puesto en carreras impulsadas, carreras anotadas y extrabases.
Su destacado desempeño lo llevó a ser considerado para el premio al Jugador Más Valioso (MVP) de la Liga Nacional, donde finalizó en segundo lugar en la votación, detrás de Paul Goldschmidt de los Cardenales de San Luis. 
Temporada 2023: Extensión a largo plazo con los Padres
La temporada 2023 de Machado estuvo marcada por eventos significativos tanto dentro como fuera del campo. El 28 de febrero de 2023, Machado reafirmó su compromiso con los Padres de San Diego al firmar una extensión de contrato de 11 años por 350 millones de dólares. Este acuerdo, que incluye una cláusula de no intercambio, asegura su permanencia con el equipo hasta el año 2033, consolidando su estatus como una pieza fundamental de la franquicia.
El inicio de la temporada regular presentó un episodio inusual en la carrera de Machado. El 4 de abril, se convirtió en el primer jugador de las Grandes Ligas en ser expulsado por discutir una infracción del reloj de lanzamiento. Este incidente generó debates sobre la implementación de las nuevas reglas y su impacto en el juego.
A lo largo de la temporada, Machado continuó demostrando su poderío ofensivo. El 15 de julio, conectó el jonrón número 300 de su carrera contra Matt Strahm de los Phillies de Filadelfia, un hito importante que subraya su trayectoria como uno de los bateadores más destacados de su generación. En 138 partidos jugados para San Diego, registró una línea ofensiva de .258/.319/.462, con 30 jonrones y 91 carreras impulsadas.
Sin embargo, la temporada también presentó desafíos físicos para Machado. Después de la conclusión de la temporada regular, el 3 de octubre, se sometió a una cirugía de reparación del tendón extensor del codo derecho. Este procedimiento, que requiere un tiempo de recuperación estimado de 4 a 6 meses, buscaba solucionar una lesión que afectó su desempeño durante la temporada.

#### Temporada 2024: Segundo premio Silver Slugger
La temporada 2024 de Manny Machado se caracterizó por una serie de logros ofensivos notables y el reconocimiento de su excelencia con un segundo premio Silver Slugger.
El 27 de julio de 2024, Machado alcanzó un hito significativo en su carrera al conectar su carrera número 1000 impulsada en un partido ante los Baltimore Orioles. Este logro no solo subrayó su capacidad para producir carreras de manera consistente, sino que también contribuyó a una victoria de 9-4 para los Padres.
Continuando con su destacada temporada, el 10 de septiembre de 2024, Machado se consolidó como el líder de jonrones de carrera de los Padres, con 166, superando el récord anterior de Nate Colbert. Este hito se produjo al conectar un jonrón contra George Kirby de los Marineros de Seattle, un momento que destacó su poder y su impacto en la historia de la franquicia.
A lo largo de la temporada, Machado demostró su valía como uno de los bateadores más productivos de la Liga Nacional. Terminó el año con una línea ofensiva de .263/.325/.472, conectando 29 jonrones, impulsando 105 carreras y acumulando 163 hits. Su desempeño ofensivo integral le valió el segundo premio Silver Slugger de su carrera, un reconocimiento que honra a los mejores bateadores de cada posición en la liga.

### Clásico Mundial de Béisbol
En el Clásico Mundial de Béisbol 2017, Machado jugó para el equipo de República Dominicana, con el cual fue nombrado como el Jugador Más Valioso del Grupo C, luego de registrar promedio de .357. Machado ha declarado en varias entrevistas que siempre estará disponible para jugar por el equipo dominicano en este torneo.